# Lampayo
Lampayo, maleni biljni rod južnoameričkih grmova iz porodice sporiševki (Verbenaceae) smješten u tribus Neospartoneae. Sastoji se od tri vrste iz Argentine, Bolivije i Čilea. Opisan je u Plantas Médicinales du Chili 163. 1889.

## Etimologija
Latinsko ime roda narodni su nazivi Indijanaca Quechua i Aymara, koji ove biljke zovu lampaya i lampayo.

## Opis
Niski grmovi, do 50 cm. s crvenkastom korom. Listovi glatki, debeli, cjeloviti, nasuprotni, kratke peteljke, okruglasti do jajasti, mali, 7-8 x 4-5 mm. Cvjetovi cjevasti, ljubičasti, dugi do 10 mm. Plod je oraščić okružen mesnatom čaškom. 

## Farmakognozija
Lišće se koristi u narodnoj medicini.

## Tradicionalna upotreba
Infuzija lišća lampaye koristi se za ublažavanje bolova u kostima; također kod liječenja prostate, bubrega i mokraćnog sustava; U drugim dijelovima zemlje koriste ga i kod bolesti jetre i žuči.

## Agronomski aspekti
Lampaya je grm s planinskog lanca Tarapacá, gdje je dominantna vrsta u području Puna, odnosno često povrće u Puni u Argentini, Boliviji i Čileu. Ne postoji povijest njegovog uzgoja ili pripitomljavanja.

## Vrste
1. Lampayo castellani Moldenke
2. Lampayo hieronymi K.Schum. ex Moldenke
3. Lampayo officinalis F.Phil. ex Murillo